# 이이정
이이정(李利貞, 원명 理利貞, 기원전 1069년-기원전  992년)은 이씨의 시조.
중국의 이씨 성은 원래 순(舜)임금의 신하인 고요에서 출발하는데 그는 고대 제왕인 전욱의 후예로 요, 순, 우임금과 더불어 중국 고대 4대 성인으로 추앙 받고 있는 중국사법의 시조로 불리는 사람이다. 그와 후손들이 형법을 관장하는 직책을 맡았기에 이(理)라는 성을 사용하였는데 상나라 말기 그의 후손인 이징(理徵)이 폭군 주왕에게 직간하다가 죽음을 당하자 그의 아내가 아들과 함께 도망을 가게 된다. 도망 중에 배고픔과 목마름을 길가의 자두를 따먹고 해결하여 살아났다고 신분도 속일 겸 자두나무에 감사하는 의미에서 아들의 성을 李로 바꾸어 이이정(李利貞)이 되는데 그 아들이 바로 현재 1억 명이 넘는 중국 이씨의 시조가 된다.